# Međunarodna astronomska unija
Međunarodna astronomska unija (engl. International Astronomical Union, akr. IAU, franc. Union astronomique internationale, akr. UAI), organizacija koja okuplja nacionalne astronomske organizacije iz svih dijelova svijeta. Članica je Međunarodnog vijeća za znanost. IAU je u svjetskoj znanstvenoj zajednici priznata kao ustanova odgovorna za imenovanje zvijezda, planeta, asteroida te drugih nebeskih tijela i pojava.
Radne grupe uključuju Radnu grupu za imenovanje planetarnih sustava (Working Group for Planetary System Nomenclature, WGPSN), koja je odgovorna za imenovanje asteroida i planeta.
IAU je odgovoran i za sustav astronomskih telegrama, iako ih on sam ne vodi. Minor Planet Center (MPC), središte za sva neplanetarna i nesatelitska tijela u Sunčevu sustavu, također djeluje pod okriljem IAU-a.
IAU je osnovana 1919. spajanjem različitih međunarodnih projekata uključujući projekte "Nebeska karta" (Carte du Ciel), "Sunčeva unija" (Solar Union) i Međunarodni ured za vrijeme (Bureau International de l'Heure). Prvi predsjednik bio je Benjamin Baillaud.
IAU danas povezuje 9 040 pojedinačnih članova – profesionalnih astronoma, uglavnom doktora znanosti, te 63 nacionalne organizacije koje surađuju s IAU-om.
87 % članova su muškarci, a 13 % žene. Aktualni predsjednik je Ronald D. Ekers.
XXVI. opća skupština  Arhivirana inačica izvorne stranice od 10. travnja 2003. (Wayback Machine) IAU-a održana je u Pragu u Češkoj u kolovozu 2006.

## IAU u popularnoj kulturi
- U stihovima pjesme Planet X (Christine Lavin) spominju se IAU i WGPSN.
- U filmu Žestoki udar otkriće novog asteroida amateri bi trebali prijaviti MPC-u.

## Vanjske poveznice
- Međunarodna astronomska unija
- XXVIth General Assembly 2006  Arhivirana inačica izvorne stranice od 10. travnja 2003. (Wayback Machine)